# Jonathan Alexander de Guzmán
Jonathan Alexander de Guzmán (nascut el 13 de setembre de 1987) és un futbolista nascut al Canadà que juga com a centrecampista ofensiu al club Sparta Rotterdam.
De Guzmán va néixer al Canadà, però juga amb la selecció de futbol dels Països Baixos després d'haver adquirit la ciutadania holandesa en 2008. Ha estat internacional en quatre ocasions per als Països Baixos sub-21, marcant tres gols i havent participat activament als Jocs Olímpics de 2008 de Beijing. De Guzmán va créixer com a jugador a les categories inferiors del Feyenoord, fent el seu debut al primer equip el 2005, on va jugar més de 100 partits per al club de Rotterdam. L'estiu de 2010 De Guzmán va signar un contracte per tres anys amb el Reial Mallorca arran d'una traspàs pel qual l'equip balear no va haver de pagar. L'estiu del 2011 es va fer oficial el seu fitxatge pel Vila-real CF a canvi d'uns vuit milions d'euros. Posteriorment jugà cedit al Swansea City.

## Inicis
De Guzmán va néixer a Scarborough, Ontàrio (Canadà) i és d'ascendència jamaicana i filipina. El seu pare, Bobby, de les Filipines, i la mare, Paulina, de Jamaica, van arribar al Canadà quan ja tenia deu anys i tres fills. Jenelle, la filla, i els dos fills: Jonathan i Julián. El germà gran de Jonathan, Julián, també és un jugador de futbol professional.
Durant la infantesa, de Guzmán es va centrar per complet en el futbol. El seu pare volia que els seus fills juguessin a bàsquet, però a causa de la baixa alçada, van començar a centrar-se en altres esports. Quan va començar a jugar futbol, els germans es van enamorar d'aquest esport: "Després de l'escola, tot el que vam fer va ser jugar a futbol, fet que era bastant inusual al Canadà, perquè gairebé ningú de la nostra edat ho va fer, doncs Canadà no és un país de futbol, així que vàrem ser les excepcions".

## Internacional
El 13 de maig de 2014 va ser inclòs per l'entrenador de la selecció dels Països Baixos, Louis Van Gaal, a la llista preliminar de 30 jugadors per representar aquest país a la Copa del Món de Futbol de 2014 al Brasil. Finalment va ser confirmat en la nòmina definitiva de 23 jugadors el 31 de maig.